# Inopeplus striatulus
Inopeplus striatulus es una especie de coleóptero de la familia Salpingidae.

## Distribución geográfica
Habita en Guadalupe (Francia).